# VennMaker
VennMaker ist eine Software zur kommunikativen Erhebung und Validierung sozialer Netzwerke mittels digitaler Netzwerkkarten. Das Programm wurde in einem interdisziplinären Projekt des Forschungsclusters "Gesellschaftliche Abhängigkeiten und soziale Netzwerke" der Universitäten Trier und Mainz entwickelt und wird in der empirischen Sozialforschung sowie den Geisteswissenschaften eingesetzt.

## Geschichte
Das Programm VennMaker wird seit 2006 in einem teilbereichübergreifenden Projekt des Forschungsclusters „Gesellschaftliche Abhängigkeiten und soziale Netzwerke“ an der Universität Trier entwickelt. Dem interdisziplinären Forscherteam um Dr. Markus Gamper, Michael Kronenwett (M.A.) und Martin Stark (M.A.) unter der Leitung von Prof. Dr. Michael Schönhuth gehören Soziologen, Informatiker, Historiker, Ethnologen, Kriminologen und Wirtschaftspädagogen an. Zudem bestand eine Kooperation des Forschungsprojektes mit dem Fachbereich Informatik und Mikrosysteme der Fachhochschule Kaiserslautern, um eine kooperative Benutzungsoberfläche für die partizipative Visualisierung von Netzwerken zu entwickeln.
Am 28. Januar 2010 erfolgte die Markteinführung von VennMaker an der Universität Trier. Basierend auf Rückmeldungen von Nutzern und dem Austausch mit Wissenschaftlern wird VennMaker fortlaufend weiterentwickelt. Der Vertrieb wird durch das Unternehmen des Projektmitarbeiters Michael Kronenwett, Kronenwett & Adolphs UG, zusammen mit Beratung, Trainings und Analysen zu sozialen Netzwerken organisiert.
Vom 1. bis 2. Oktober 2010 fand die Tagung „Vom Papier zum Laptop – Perspektiven elektronischer Tools zur partizipativen Visualisierung und Analyse sozialer Netzwerk“ an der Universität Trier statt. Die Teilnehmer diskutierten die Vor- und Nachteile von VennMaker gegenüber nicht-elektronischen Erhebungsmethoden (wie Fragebögen oder Netzwerkzeichnungen mit Papier und Stift) und anderen Programmen zur Netzwerkerhebung (wie EgoNet.QF). Hierbei stellte Prof. Manfred Brill (FH Kaiserslautern) die Applikation von VennMaker für Multitouch-Technologien vor, die ebenfalls auf der CeBIT 2011 präsentiert wurde.
Inzwischen wird das Programm weltweit in Forschungs- und Beratungsprojekten eingesetzt (z. B. Deutschland, Schweiz, Niederlande, Spanien, UK, USA, Mexiko, Japan). Es wird regelmäßig in universitären Seminaren (z. B. Summer Course „Theory, Methods and Applications of Social Networks“ an der Freien Universität Barcelona) sowie auf internationalen Tagungen (wie etwa der Sunbelt Social Networks Conference 2010, 2011 und 2012) vorgestellt. Ebenso wird VennMaker dem Fachpublikum aus Wirtschaft, Bildung und Erziehung auf internationalen Fachmessen präsentiert (z. B. didacta, Hannover Messe und CeBIT).

## Wissenschaftlicher Hintergrund
Der wissenschaftliche Hintergrund von VennMaker liegt in der empirischen Sozialforschung und insbesondere der Netzwerkforschung. Durch seine Funktionen vereint das Programm quantitative Methoden (etwa durch die Erhebung standardisierter Daten mittels integrierter Fragebögen) und qualitative Methoden (z. B. durch die audiovisuelle Aufnahme des Erhebungsprozesses) der sozialen Netzwerkanalyse. Das Programm wird im Rahmen von Computer Assisted Personal Interviews eingesetzt.

## Anwendung von VennMaker

### Egozentrierte Netzwerkanalyse
Im Vordergrund steht vor allem die egozentrierte Netzwerkanalyse, d. h. die Erforschung des sozialen Netzwerks, das sich um eine Person, das Ego, herum anordnet. VennMaker verbindet die standardisierte Befragung, welche die Beziehungen zwischen dem Befragten (Ego) und anderen Kontaktpersonen (Alteri) anhand bestimmter Fragetechniken erfasst, mit der Erstellung von Netzwerkkarten. Diese ‚Netzwerkbilder’ können als ‚Landkarten sozialer Strukturen’ verstanden werden, mit deren Hilfe die Befragten ihre sozialen Beziehungen visualisieren und beschreiben. Anders als bei herkömmlichen Erhebungen, die mit Papier oder Fragebögen (z. B. Online-Umfragen) arbeiten, kann die Datenerhebung teilweise oder auch vollständig visuell erfolgen, indem der Interviewte sein Netzwerk und seine Beziehungen zeichnet. Die Erhebung umfasst nicht nur die qualitative, sondern auch die quantitative Beschreibung der Beziehungen und der Netzwerkstruktur.
Zur Anwendung kommen hierbei im ersten Schritt Namensgeneratoren, d. h. Fragen, die dazu dienen, Kontaktpersonen aufzulisten, mit denen Ego Beziehungen hat. Im zweiten Schritt werden die Eigenschaften der erhobenen Kontaktpersonen, der sogenannten Alteri, mit Hilfe von Namensinterpretatoren erhoben. Die Namensinterpretatoren zielen z. B. auf die Beziehungsdauer, -intensität oder die Kontakthäufigkeit zwischen Ego und Alter ab oder umfassen vertiefende Angaben über die genannten Kontaktpersonen. Darunter fallen beispielsweise Alter, Geschlecht oder Wohnort der Alteri. In einem dritten Schritt zeichnet der Interviewte seine Netzwerkbeziehungen auf einer digitalen Netzwerkkarte ein und visualisiert hierdurch sein persönliches Netzwerk. Zusätzlich kann nach den Beziehungen der Alteri untereinander gefragt werden (Alter-Alter-Relationen). Der Interviewer kann hierbei unterstützend wirken und die eingezeichneten Kontakte und Beziehungen durch gezieltes Nachfragen validieren.
Durch die von dem Programm VennMaker durchgeführte Standardisierung der erstellten Netzwerke können diese untereinander verglichen und quantitativ ausgewertet werden. Weiterführende Informationen wie etwa die subjektive Bedeutung von Beziehungen können zudem durch die Audioaufnahme des Interviews und der Bildschirmerfassung erhoben und qualitativ ausgewertet werden. Das Programm ermöglicht damit die Verbindung von quantitativen und qualitativen Methoden, d. h. Triangulation oder auch „mixed method“-Verfahren.

### Digitale Netzwerkkarte mit VennMaker
Die Gestaltung der digitalen Netzwerkkarte bei VennMaker geht zum einen auf das Venn-Diagramm von John Venn zurück, das eine Variante der Mengendiagramme darstellt und in seiner haptischen Form bereits seit 25 Jahren im Rahmen partizipativer Dorfentwicklungsplanung in der Entwicklungszusammenarbeit verwendet wird. Zum anderen orientierten sich die Entwickler an vorstrukturierten Netzwerkkarten, die mit konzentrischen Kreisen und Sektoren arbeiten und von Robert L. Kahn und Toni C. Antonucci in ihren Biographie- und Lebenslaufforschungen entwickelt wurden. Die um Ego angeordneten Sektoren und konzentrischen Kreise stellen dem Interviewten Sinnvorgaben für die Erstellung seines Netzwerkes zur Verfügung.

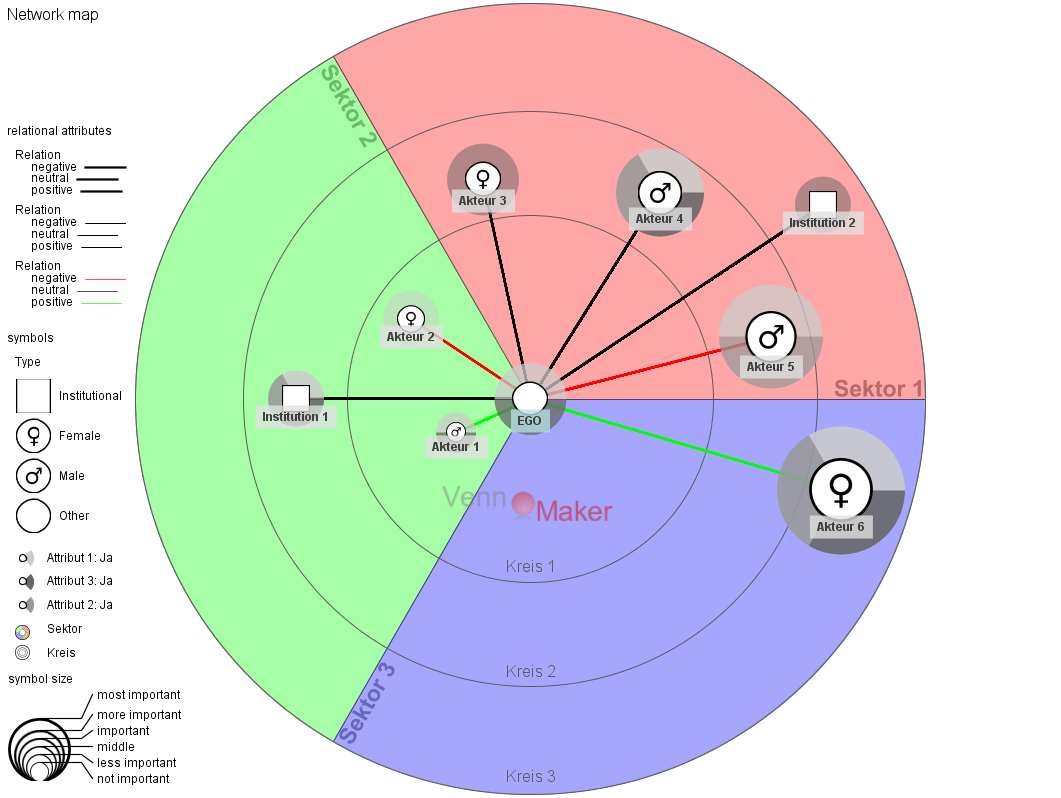
Digitale Netzwerkkarte, erstellt mit VennMaker

VennMaker ermöglicht folgende Darstellungen innerhalb einer Netzwerkkarte:
- Darstellung verschiedener Kontaktpersonen durch frei wählbare und importierbare Symbole (z. B. Männer, Frauen, Institutionen etc.)
- Gewichtung der Kontaktpersonen über die Größe der Symbole (z. B. persönliche Bedeutung für Ego)
- Darstellung verschiedener Beziehungsarten mit Hilfe von Linienfarbe, -dicke und -art (positive, neutrale oder negative Beziehung und Stärke der Beziehung) sowie gerichtete Beziehungen durch Pfeillinien
- Variable Anzahl von Sektoren und konzentrischen Kreisen (z. B. emotionale oder geographische Nähe, Lebensbereiche etc.)
- Darstellung von Akteursattributen in um die Akteurssymbole angeordneten Kreisdiagrammen
- variable Beschriftung der Akteurssymbole inklusive Pseudonymisierung

Darüber hinaus können Formen und Farben festgelegt werden.

### Vorteile
Die Entwickler werben mit der intuitiven Benutzerführung von VennMaker, die es ermögliche, sowohl Akteure und ihre sozialen Beziehungen als auch den Erhebungsprozess selbst (audio-visuelle Aufzeichnung des Interviews sowie des Entstehungsprozess der Netzwerkkarte) ohne kompliziertes Verfahren oder großen Personalaufwand zu erheben und zu dokumentieren. Durch das partizipative Verfahren, bei dem Interviewpartner und Wissenschaftler gemeinsam an dem zu analysierenden Netzwerk arbeiten, könnten qualitative Aspekte der Netzwerke („die Geschichten hinter den Knoten und Kanten“) kommunikativ erhoben werden.
Darüber hinaus vereint VennMaker die Vorteile der digitalen Netzwerkkarte:
- Die Kartenerstellung wird als Prozess erfasst (z. B. wird festgehalten, wann welche Personen gesetzt werden und bei welchen Personen es häufig zu Positionsveränderungen kommt).
- Der Erstellungsprozess und die Darstellung sind veränderbar, d. h. eine Befragung kann zu einem späteren Zeitpunkt fortgesetzt oder vertieft werden.
- Die Ausprägungen von Beziehungen und Alteri (z. B. soziale Rollen, Arten der Beziehungen) werden sowohl visuell als auch digital (z. B. in Matrizen) erfasst.
- Mithilfe von Filtern können Teile des Netzwerks ausgeblendet werden.
- Die erhobenen Daten stehen digital zur Verfügung und können ohne weitere Kodierarbeiten in andere Analyseprogramme wie etwa SPSS, Stata, UCINET oder Visone übertragen und verarbeitet werden.

Ein Historikerteam betont die Möglichkeit, VennMaker nicht nur zur systematischen, sondern auch zur explorativen Netzwerkanalyse einzusetzen. Die Visualisierung von sozialen Beziehungen helfe, 

„to reveal unseen patterns and characteristics of networks therefore offering scholars new perspectives on their research subjects. The software offers a variety of tools to represent social relations and their development over time and space.“

Im Gegensatz zu anderen Programmen wie z. B. UCINET oder Pajek, die zur Analyse bereits vorhandener Datensets genutzt werden, können mit Hilfe von VennMaker auch Wissenschaftler ohne formale Ausbildung in sozialwissenschaftlichen Methoden relativ unkompliziert Netzwerkdaten kodieren, visualisieren und analysieren.
Neben dem Einsatz auf wissenschaftlicher Ebene bestehen auch günstige Voraussetzungen für die kommerzielle Anwendung im Bereich der Beratung und Organisationsentwicklung. Eine Studie von Eva Eckenhofer über den Einfluss von strategischem Netzwerken auf inter- und intraorganisationelle Berufsfelder scheint dies zu bestätigen. Eckenhofer schreibt: 

„[…] the use of the software VennMaker has been highly applicable and useful during the study. The method was comprehensive even to actors not familiar with the network term and the circular distances of relations have been understood intuitively by participants. This approach can be recommended for use in practice, as an awareness and overview of the network helps to identify structural holes and needs for network development.“

### Nachteile
Die angesprochenen Vorteile von VennMaker wie die einfache Erzeugung von Daten durch exploratives Zeichnen von Netzwerkkarten können dazu führen, dass Netzwerkdaten „beliebig“ generiert werden. In Anlehnung an die Ethnologen Michael Schnegg und Hartmut Lang setzt diese Art des Einsatzes von VennMaker daher ein unbedingtes Verständnis für den Untersuchungsgegenstand bzw. die zu untersuchende Akteursgruppe voraus.
Ein weiterer Nachteil von VennMaker liegt darin, dass es sich um eine Software handelt, die den Einsatz von und den Umgang mit Computern voraussetzt. Gerade in der Feldforschung kann die Stromversorgung zum Problem werden, während die Technik anfällig auf Wetter- und Umweltbedingungen reagieren kann. Auch ist die Applikation von VennMaker auf Tablet PCs mit Touchscreens noch in der Entwicklung begriffen. Ebenso können technikferne Interviewpartner, die nicht an die Nutzung von Computern gewöhnt sind, Vorbehalte gegenüber dem Einsatz dieser computergestützten Methode haben.
Die Erstellung von Netzwerkkarten mit Hilfe von Papier und Stiften hat dagegen den Vorteil, dass Papier als Material günstig und leicht erhältlich ist und der Umgang mit diesen Hilfsmitteln einfach und überall realisierbar ist. Dies kann die Interviewsituation erleichtern. Daher werden alternative, VennMaker ähnliche Methoden in der Wissenschaft diskutiert, die zwar nicht rein quantitative Analysen ermöglichen, jedoch ebenso qualitative Netzwerk-Erzählungen produzieren. Diese helfen – wie bei VennMaker – bei der Interpretation der Netzwerkstruktur sowie der Akteure und ihren Rollen.